# Кубарський Іван
Іван Кубарський, раніше Курочка-Армашевський Іван Григорович (15 червня 1896 — 9 серпня 1971, Торонто) — канадський художник українського походження.
Закінчив Миргородський художньо-керамічний технікум (учень О. Г. Сластьона) та Українську академію мистецтв у Києві.

## На сцені Київського театру опери та балету
На сцені Київського театру опери та балету ім. Т. Шевченка І. Курочка-Армашевський працював головним художником з 1928-го до 1934-го. В радянські часи його ім'я не згадувалося, оскільки під час війни художник емігрував і жив у Канаді.
Роботи І. Курочки-Армашевського в галузі сценографії цієї доби віддзеркалюють еволюцію національного театрально-декораційного мистецтва від конструктивізму, постконструктивізму до встановлення епохи «квазіреалізму», соцарту.
Стиль оформлення вистав І. Курочкою-Армашевським на початку 1930-их — декоративно-конструктивний, композиція багатьох його робіт — струнка та лаконічна, відчутне прагнення до театрально-умовної інтерпретації світу реальних речей.
Опера «Наталка Полтавка» М. Лисенка в оформленні І. Курочки-Армашевського була показана 1936 року на Декаді українського мистецтва в Москві. Урядовцям і російським знавцям «малоросійщини» сподобалася святкова і лірична, мальовнича та радісна панорама українського села, спів І. Паторжинського (Виборний), О. Петрусенко (Наталка), М. Гришка (Микола). Серед глядачів був Й. Сталін, інші кремлівські керівники. З-поміж нагороджених був І. Курочка-Армашевський («Знак Пошани»), він став одним із перших сценографів-орденоносців.
Проте І. Курочка-Армашевський не належав до кола симпатиків радянського режиму, що позначилося на його подальшій долі. Підтвердженням цього було звільнення в 1935 році з посади головного художника. Через рік він був звільнений з театру взагалі. Працював у 1936–1941 роках у театрах Вінниці, Полтави, Ворошиловграда, Нижнього Новгорода.
Повернувся він до Київського оперного театру на посаду головного художника наприкінці 1941 року.

## Еміграція
Приїхавши до Німеччини, брав участь у виставках УСОМ. У 1948 році еміґрував до Канади, де жив під прізвищем Івана Кубарського.
У Канаді веде власне атальє, оформляє декорації при українських театрах. У 1948 році з митцем В. Балясом розмалював церкву в Манітобі, у 1950 році в Оттаві. Від 1952 до 1954 року розмальовував з митцями Михайлом Дмитренком і Балясом Собор Святого Володимира в Торонто.